# Distretto di Pak Tho
Il distretto di Pak Tho (in thailandese: ปากท่อ) è un distretto (amphoe) della Thailandia, situato nella provincia di Ratchaburi.